# Contopus cinereus
Contopus cinereus, o papa-moscas-cinzento, é um passeriforme da família Tyrannidae, distribuído em bordas de florestas e cerrados arbóreos da América do Sul.

## Descrição
Mede entre treze e quatorze centímetros de comprimento total e pesa cerca de doze gramas. Plumagem geral cinzenta, garganta e ventre mais claros, com duas barras alares pálidas distintas. Cabeça e dorso cinza-escuros, lores e anel ocular esbranquiçados contrastando com o restante da cabeça.

## Distribuição e habitat
Ocorre do sul do Brasil (Mato Grosso ao Rio Grande do Sul), Paraguai, Bolívia e nordeste da Argentina, com registos pontuais na Amazônia Oriental e em serras costeiras do Nordeste brasileiro. Habita bordas e clareiras de mata ombrófila e de cerrado arbóreo, de zero a 1.300 metros de altitude.

## Comportamento e ecologia
Alimenta-se exclusivamente de insetos, capturados em voos rápidos a partir de poleiros expostos, retornando após cada investida; costuma sacudir a cauda ao pousar. Geralmente forrageia sozinho ou em pares, raramente em bandos mistos.

## Reprodução
Constroem ninhos em forma de taça rasa, feitos de líquens, musgos e fibras vegetais, revestidos com teias de aranha e posicionados em galhos de 8 a 18 metros de altura. A postura típica é de dois ovos creme-claros com pintas acastanhadas; detalhes de incubação e desenvolvimento do filhote permanecem pouco documentados.

## Taxonomia e sistemática
Descrito por Johann Baptist von Spix em 1825, permanece no gênero Contopus segundo o IOC World Bird List.

## Conservação
Avaliado como Menos Preocupação (LC) pela IUCN devido à ampla distribuição e estabilidade populacional; sem ameaças imediatas conhecidas.